# Повстала із руїн
«Повстала з руїн» (нім. Auferstanden aus Ruinen) — державний гімн Німецької Демократичної Республіки, слова Йоганесса-Роберта Бехера, на які покладено музику Ганса Ейслера. У 1970—1989 роках гімн виконувався без слів, оскільки текст містив згадку про «єдину Німеччину», тоді як політику НДР було переорієнтовано на розвиток двосторонніх відносин з ФРН.

## Історія

### Створення
У 1949 році на території східної Німеччини велася підготовка до проголошення Німецької Демократичної Республіки. У зв'язку з цим 13 вересня Політбюро ЦК СЄПН призначило Антона Аккермана відповідальним за створення гімну нової держави. Власне завдання було покладене на поета Йоганесса-Роберта Бехера та композитора Ганса Ейслера. 10 жовтня у листі до Бехера Вільгельм Пік зауважив, що, на його думку, майбутній гімн має складатися з трьох строф.
Двома днями пізніше, 12 жовтня, Бехер надіслав першу версію тексту Отмару Герстеру з проханням написати музику. Пізніше він декілька разів переробляв текст, надіславши Герстеру і нові версії. Твір мав бути представлений 4 листопада.
Наприкінці жовтня Бехер зустрів у Варшаві композитора Ганса Ейслера, якого також попросив написати музику на свої слова. Наступного дня обидва вирушили до Желязової Волі (місця народження Шопена), де Ейслер вперше зіграв створену ним мелодію.
4 листопада обидві версії гімну були виконані у «Club der Kulturschaffenden» у присутності вищих культурних чинів. Обидва композитори виконували власні версії у супроводі імпровізованого хору. Рішення на користь мелодії Ейслера було прийняте наступного ранку надзвичайним пленумом Політбюро ЦК СЄПН, проведеним у квартирі Піка після повторного виконання обох версій, цього разу оперними співаками. Вдень 5 листопада Рада Міністрів НДР також затвердила музику Ейслера на слова Бехера «німецьким державним гімном». 8 лютого 1950 року Тимчасова Народна Палата в присутності Бехера та Ейслера затвердила «Повсталу з руїн» Державним Гімном НДР.

### Популярність
6 листопада 1949 року текст і мелодія гімну були опубліковані в газеті «Нова Німеччина» (нім. Neues Deutschland) разом з повідомленням про рішення уряду. Наступного дня новий гімн вперше було публічно виконано з нагоди святкування 32-ї річниці Жовтневої революції у Державній опері. У наступні місяці було докладено великих зусиль, щоб популяризувати державний гімн: його слід було грати на всіх урочистостях, всі школярі вивчали текст гімну, проводилися заходи у школах та установах. З 14 листопада всі радіостанції НДР грали національний гімн на початку та наприкінці програми мовлення. Плакати з текстом гімну з'явилися в громадських місцях. «Німецький державний гімн», як його часто називали в публікаціях того часу, протягом короткого часу став відомим значній частині населення. Історик Хайке Амос у своєму дослідженні робить висновок, що «значна частина населення, особливо молодь, позитивно відреагували і прийняли новий гімн».
У 1950-х і 1960-х роках державний гімн був частиною повсякденного життя в НДР. Окрім офіційних подій, окремі рядки гімну часто цитувалися у публічних виступах. Газети та радіо продовжували його популяризацію. Національний гімн був включений до навчальних програм з музики та німецької мови у школах з п'ятого класу. Починаючи з 1961 року гімн вивчали вже з першого класу. Нарешті, виконання всіх трьох строф гімну було невід'ємною частиною посвяти у дорослі, яка при підтримці СЄПН намагалося витіснити протестантську конфірмацію.
У 1973 році обидві німецькі держави одночасно вступили до ООН, а також визнали одна одну. Таким чином, НДР відмовилася від курсу на об'єднання, тож слова гімну про «єдину Німеччину» втратили актуальність. Саме тому до 1990 року виконувалася лише інструментальна версія гімну. Втім, новий текст на заміну Бехеровому створено не було, і цей останній продовжував неофіційно використовуватися.

### Скасування
Після возз'єднання Німеччини «Повстала з руїн» втратила статус гімну. Єдиним німецьким гімном залишилася «Пісня німців»

## Текст
| Німецький текст | Дослівний переклад |
| --- | --- |
| 1. Auferstanden aus Ruinen und der Zukunft zugewandt, laß uns Dir zum Guten dienen, Deutschland, einig Vaterland. Alte Not gilt es zu zwingen, und wir zwingen sie vereint, denn es muß uns doch gelingen, daß die Sonne schön wie nie über Deutschland scheint, über Deutschland scheint.                              | 1. Повстала із руїн І звернена до майбутнього, Будемо ж служити тобі на благо, Німеччино, єдина вітчизно. Стару біду потрібно подолати, І подолаємо ми її разом, Потрібно, щоб нам вдалося, Щоб сонце як ніколи красиво Світило над Німеччиною, Світило над Німеччиною.                                     |
| 2. Glück und Frieden sei beschieden Deutschland, unserm Vaterland. Alle Welt sehnt sich nach Frieden, reicht den Völkern eure Hand. Wenn wir brüderlich uns einen, schlagen wir des Volkes Feind. Laßt das Licht des Friedens scheinen, daß nie eine Mutter mehr ihren Sohn beweint, ihren Sohn beweint.                | 2. Щастя й миру тобі, Німеччино, наша вітчизно. Весь світ сумує за миром, Дайте народам свою руку. Коли об'єднаємося по-братському, Ми переможемо ворога народу. Нехай світиться світло миру, Щоб ніколи більше мати Не оплакала свого сина, Не оплакала свого сина.                                        |
| 3. Laßt uns pflügen, laßt uns bauen, lernt und schafft wie nie zuvor, und der eignen Kraft vertrauend steigt ein frei Geschlecht empor. Deutsche Jugend, bestes Streben unsres Volks in dir vereint, wirst du Deutschlands neues Leben. Und die Sonne schön wie nie über Deutschland scheint, über Deutschland scheint. | 3. Нумо орати, нумо будувати, Навчайтесь і працюйте як ніколи раніше, І довіряючи власній силі, Підніметься вільний рід. Німецька молодь, найкраще прагнення Нашого народу об'єднано в тобі, Ти станеш новим життям Німеччини. І сонце, прекрасне як ніколи Світить над Німеччиною, Світить над Німеччиною. |